# 索洛涅地区图尔
索洛涅地区图尔（法語：Tour-en-Sologne，法語發音：[tuʁ ɑ̃ sɔlɔɲ]）是法国卢瓦-谢尔省的一个市镇，属于布卢瓦区。

## 地理
索洛涅地区图尔（47°32'20"N, 1°30'0"E）面积26.34 平方千米，位于法国中央-卢瓦尔河谷大区卢瓦-谢尔省，该省份为法国中北部省份，北起厄尔-卢瓦省，东北接卢瓦雷省，东南接谢尔省，南至安德尔省，西南接安德尔-卢瓦尔省，西北接萨尔特省。
与索洛涅地区图尔接壤的市镇（或旧市镇、城区）包括：博济、布拉雪、尚博尔、库尔舍韦尼、索洛涅地区方丹、科松河畔于索、尚博尔附近蒙、讷维。
索洛涅地区图尔的时区为UTC+01:00、UTC+02:00（夏令时）。

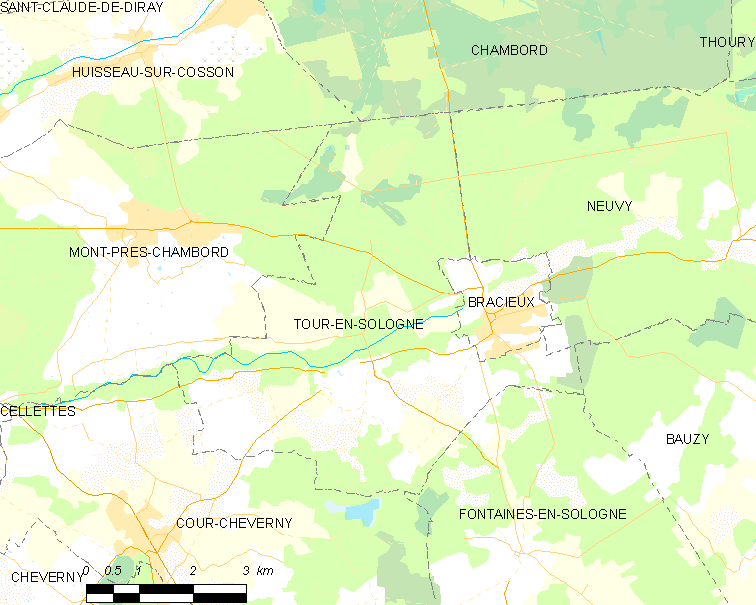
索洛涅地区图尔的OSM定位图

## 行政
索洛涅地区图尔的邮政编码为41250，INSEE市镇编码为41262。

## 政治
索洛涅地区图尔所属的省级选区为尚博尔县。

## 人口

1962-2008年间索洛涅地区图尔人口变化图示

索洛涅地区图尔于2022年1月1日时的人口数量为1133人。